# First Samurai
First Samurai est un jeu vidéo développé par la société anglaise Vivid Image, sorti en 1991. C'est un jeu d'action 2D à défilement qui mêle du combat et de la plates-formes : le joueur incarne un samouraï projeté dans le Japon du XXIVe siècle pour venger la mort de son sensei. Le jeu a été conçu par Raffaele Cecco et est sorti sur les ordinateurs Amiga (1991), Atari ST, Commodore 64, PC (1992) et la console Super Nintendo (1993).
Il a donné suite à Second Samurai en 1993.

## Système de jeu
Le joueur contrôle un samouraï et doit explorer chaque niveau afin de retrouver quatre objets particuliers nécessaires à la progression. Le personnage peut marcher, sauter, s'accroupir et grimper à certaines parois verticales. Il peut se battre à mains nues ou avec une épée magique, et s'équiper d'une arme secondaire, comme des poignards et des haches de lancés, ou des masses gravitationnelles. Il est confronté à diverses créatures et pièges en chemin et à un boss en fin de niveau.
Le personnage dispose d'une jauge d'énergie physique classique et d'une jauge d'énergie mystique. Cette dernière se remplit automatiquement en récupérant les orbes des ennemis tués. L'énergie mystique permet de charger les pots de régénération, des emplacements-clés où le personnage réapparaît après une mort ou après avoir utilisé une potion de téléportation. Une certaine quantité d'énergie mystique est nécessaire pour que le personnage puisse utiliser l'épée magique et ramasser les objets secondaires (cloche, lampe, armes).
Le décor présente parfois des difficultés infranchissables, comme des murs de feu et des chutes de pierres, qui nécessitent l'intervention d'un mage-sorcier. Le personnage invoque le mage en utilisant des cloches magiques qu'il doit préalablement trouver. Les environnements présentent de la nourriture qui restaure la jauge de vie et des coffres au trésor qui rapportent des bonus de points. Il y a également des portails et des potions qui téléportent le personnage jusqu'à une autre section du niveau ou au dernier pot de régénération activé : la taille des niveaux est importante et il est possible de revenir dans les niveaux précédents pour rechercher un objet. Les décors présentent des murs destructibles et cachent de nombreux objets bonus que le personnage révèle en frappant les murs. L'emplacement de ces objets cachés peut être mis en évidence en utilisant des lampes magiques.
Il est possible de sauvegarder la partie.

## Développement
Le jeu est conçu par Vivid Image et Raffaele Cecco, l'auteur d'Exolon et Cybernoid.
- Programmation : Raffaele Cecco (Amiga, ST), Jon Williams (C64), Mevlut Dinc (PC)
- Graphismes : Teoman Irmak (Amiga, ST, PC), Matt Sneap (C64)
- Musiques et effets sonores : Nicholas A. Jones (Amiga, ST), Martin Walker (PC)

Kemco a produit la version Super Nintendo, qui est sortie aux États-Unis et au Japon en juillet 1993. Le level design est remanié dans cette version.